# 天と地 (漫画)
『天と地』（てんとち）は、原作：荒正義、作画：押川雲太朗による日本の麻雀漫画作品。『近代麻雀ゴールド』（竹書房）にて、全16話連載された。
単行本は出版されていなかったが、2010年11月5日に『麻雀金狼伝』と改題し、コンビニコミックが発行された。

## 概要
一介の「麻雀打ち」・荒川正義を主人公とし、昭和50年代の高レート博奕麻雀の世界を描く。物語は完全な一話完結で、一部の話では年代が明記されている。昭和の日本が舞台であるため、全自動麻雀卓や赤牌の登場による麻雀打ち達の右往左往が描かれているのも特徴。

## 登場人物
荒川正義（あらかわ まさよし）
主人公。

## サブタイトル
- 第1話「英雄HERO」
- 第2話「しぶとい奴」
- 第3話「合わせうちの敏」
- 第4話「ボンと呼ばれた男」
- 第5話「スティング」
- 第6話「信じた道」
- 第7話「素顔」
- 第8話「バクチ」
- 第9話「招かざる客」
- 第10話「行為の代償」
- 第11話「負い目」
- 第12話「爪の長い奴」
- 第13話「コンビ」
- 第14話「太い客」
- 第15話「奥の手」
- 最終話「引退試合」